# Mercedes-Benz M 200
| Mercedes-Benz        | Mercedes-Benz            |
| -------------------- | ------------------------ |
|                      |                          |
| M 200                |                          |
| Hersteller:          | Mercedes-Benz            |
| Produktionszeitraum: | seit 2013                |
| Funktionsprinzip:    | Otto                     |
| Bauform:             | Vierzylinder-Reihenmotor |
| Motoren:             | 1,2 Liter (1192 cm³)     |
| Vorgängermodell:     | keines                   |
| Nachfolgemodell:     | keines                   |
| Ähnliche Variante:   | Renault H5Ft             |

Der M 200 ist ein Ottomotor von Mercedes-Benz, der im Juni 2013 im Mercedes-Benz Citan als Citan 112 BlueEFFICIENCY  auf den Markt kam. Der Vierzylinder-Reihenmotor basiert auf dem von Renault entwickelten Aggregat H5Ft mit der Verkaufsbezeichnung Energy TCe 115.

## Technik
Der M 200 hat einen Hubraum von 1192 cm³ und Direkteinspritzung mit 6-Loch-Einspritzdüsen. Er ist mit Vierventiltechnik, variabler Ventilsteuerung, zwei obenliegenden Nockenwellen, geregelter Ölpumpe und einem in den Abgaskrümmer integrierten Turbolader ausgerüstet.
Um die innere Reibung zu reduzieren, sind sowohl Kolbenhemden als auch Schlepphebel mit einer speziellen Kohlenstoffschicht (DLC: Diamond-Like Carbon) versehen. Außerdem kommt eine hydraulisch gespannte, reibungsarme Steuerkette zum Einsatz.
Kurbelgehäuse und Zylinderkopf bestehen aus Aluminium. Der Motor verfügt mit 72 mm Bohrung und 73,2 mm Hub über ein Hubverhältnis von 0,98. Die Leistung ist mit 84 kW (114 PS) bei 4500/min und das Drehmoment mit 190 Nm bei 2000 bis 4000/min angegeben.

## Varianten

### M 200 DE 12 AL *
| Verkaufsbezeichnung                                                                            | Baureihe | Bauzeitraum  |
| ---------------------------------------------------------------------------------------------- | -------- | ------------ |
| Hubraum: 1192 cm³, Leistung: 84 kW (114 PS) bei 4500/min, Drehmoment: 190 Nm bei 2000–4000/min |          |              |
| Citan 112 BlueEFFICIENCY                                                                       | W 415    | seit 06/2013 |

 * Die Motorbezeichnung ist wie folgt verschlüsselt:
M = Motor (Otto), Baureihe = 3-stellig, DE = Direkteinspritzung, Hubraum = Deziliter (gerundet), A = Abgasturbolader, L = Ladeluftkühlung